# Rouellé
Rouellé is een plaats en voormalige gemeente in het Franse departement Orne (regio Normandië) en telt 213 inwoners (1999). De plaats maakt deel uit van het arrondissement Argentan.

## Geschiedenis
Op 1 januari 2016 is Rouellé gefuseerd met de gemeenten Domfront en La Haute-Chapelle tot de gemeente Domfront en Poiraie. 

## Geografie
De oppervlakte van Rouellé bedraagt 10,9 km², de bevolkingsdichtheid is 19,5 inwoners per km².
De onderstaande kaart toont de ligging van Rouellé met de belangrijkste infrastructuur en aangrenzende gemeenten.

## Demografie
Onderstaande figuur toont het verloop van het inwonertal (bron: INSEE-tellingen).
Domfront · La Haute-Chapelle · Rouellé